# Campbelltown City (New South Wales)
Koordinaten: 34° 4′ S, 150° 49′ O

Campbelltown City ist ein lokales Verwaltungsgebiet (LGA) im australischen Bundesstaat New South Wales. Campbelltown gehört zur Metropole Sydney, der Hauptstadt von New South Wales. Das Gebiet ist 311,9 km² groß und hat etwa 177.000 Einwohner.

## Lage
Campbelltown liegt etwa 43 Kilometer vom Stadtzentrum entfernt am südwestlichen Stadtrand Sydneys.

## Verwaltung
Das Gebiet gliedert sich in die 39 Stadtteile Airds, Ambarvale, Bardia, Blair Athol, Blairmount, Bow Bowing, Bradbury, Campbelltown, Claymore, Eagle Vale, Englorie Park, Eschol Park, Gilead, Glen Alpine, Glenfield, Ingleburn, Kearns, Kentlyn, Leumeah, Long Point, Macquarie Fields, Macquarie Links, Menangle Park, Minto, Minto Heights, Raby, Rosemeadow, Ruse, St Andrews, St Helens Park, Varroville, Wedderburn, Woodbine und Teile von Denham Court, Gregory Hills, Holsworthy, Leppington, Mount Annan und Woronora Dam.
Der Verwaltungssitz des Councils befindet sich in Campbelltown im Westen der LGA.
Der Campbelltown City Council hat 15 Mitglieder, die von den Bewohnern der LGA gewählt werden. Campbelltown ist nicht in Bezirke untergliedert. Aus dem Kreis der Councillor rekrutiert sich auch der Mayor (Bürgermeister) des Councils.

## Töchter und Söhne der Stadt
- Barbara O’Neill (* 28. Juli 1953 in Ingleburn),[3] Referentin und Autorin
- Kaarle McCulloch (* 1988), Bahnradsportlerin
- Ashleigh Connor (1989–2011), Fußballspielerin